# ألعاب الخفة

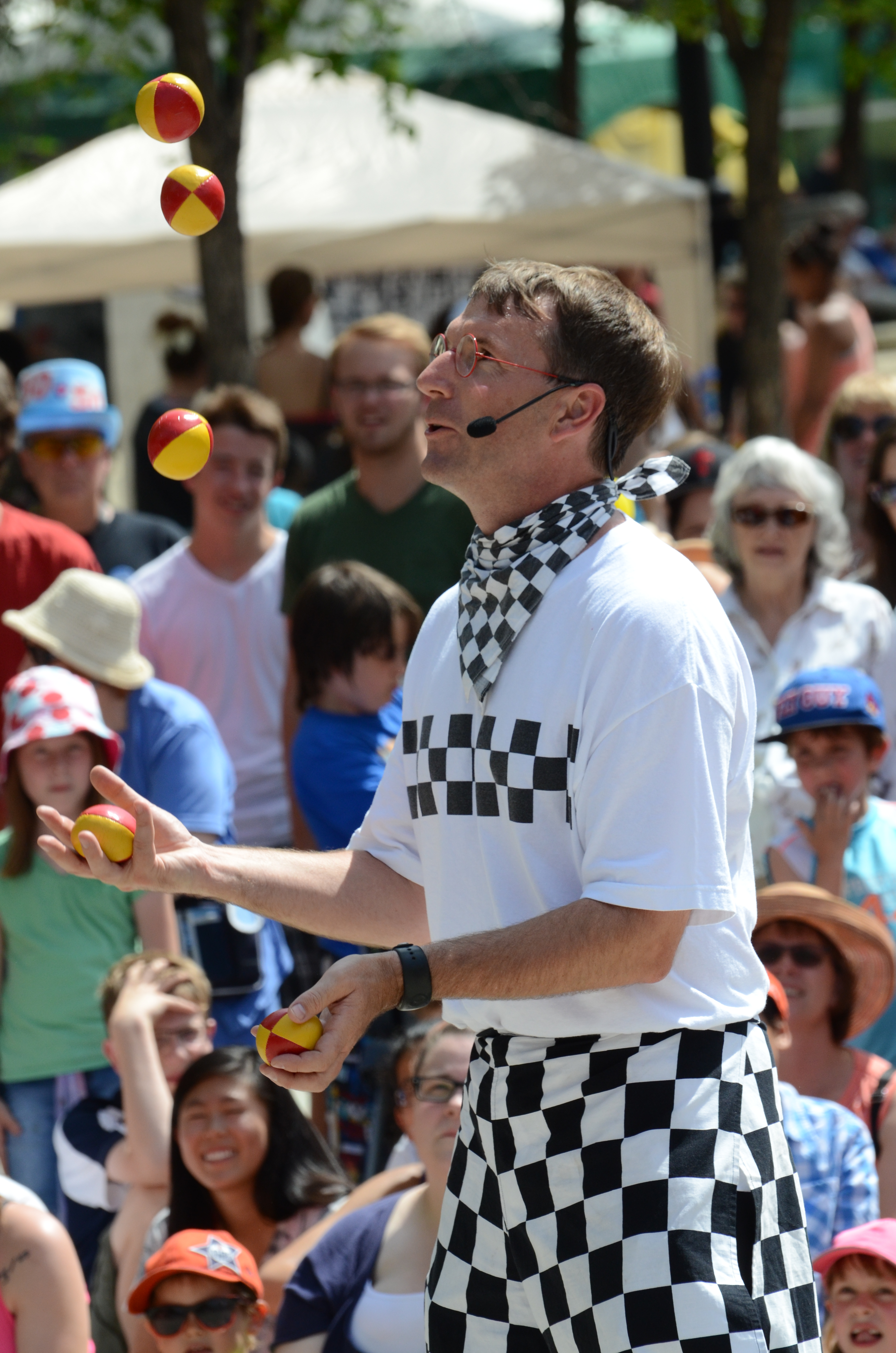
لاعب خفة يستخدم 5 كرات، في مهرجان أقيم في شارع إدمنتون عام 2003

تَلاعُبٌ (بالإنجليزية: Juggling)‏ يؤدي لاعب الخفة ألعاب الخفة باستخدام مهارات جسدية تتضمن التلاعب بالأشياء بهدف الترفيه والتسلية والرياضة. أكثر أشكال ألعاب
الخفة شيوعاً «قذف الأشياء» كالكرات والقضبان الخشبية والأطباق والحلقات. وقد تتخطى مهارة اللاعب ذلك بحيث يستخدم أدوات أكثر خطورة كسككين ومشاعل النار وحتى المناشير.

## الأرقام القياسية
تم تسجيل العديد من الأرقام القياسية مثل أطول مدة في التلاعب بثلاث كرات وأكثر كور تم التلاعب به وعدده  14 والعديد من الارقام القياسية المسجلة في موسوعة غينس.

## التاريخ

### تطور اللعبة

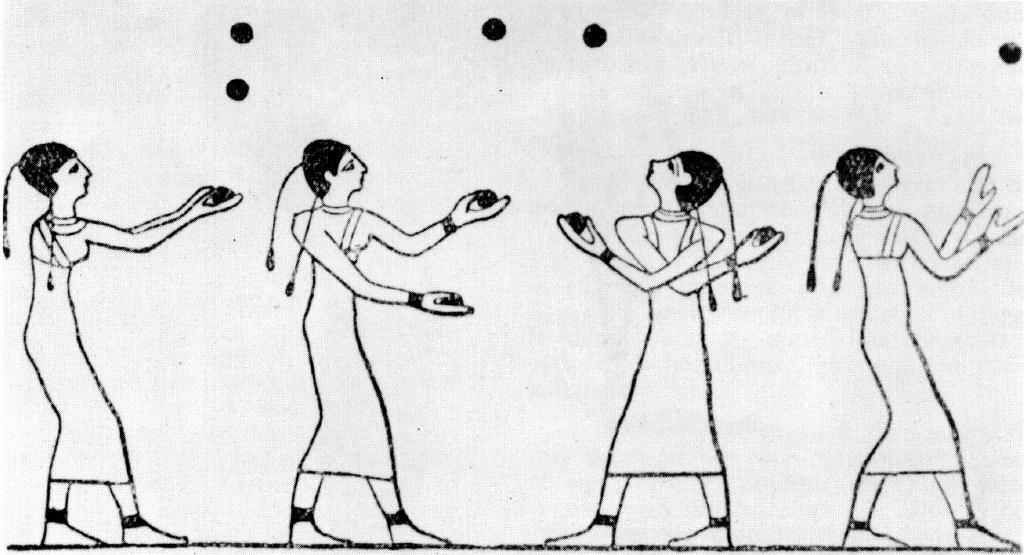
تظهر هذه الرسوم على الجدار القديم لاعبي خفة. وقد عثر عليها في القبر الخامس عشر الواقع في منطقة كاريسّا الأولى في مصر.

أقدم إشارة معروفة عن ألعاب الخفة توجد في لوحة في القبر الخامس عشر في مقابر بني حسن وتعود لأمير غير معروف، وتظهر راقصات وبهلوانيين يرمون الكرات. تم التعرف على عدة إشارات للألعاب الخفة في مناطق عديدة ذات حضارات قديمة حول العالم، بما في ذلك الحضارة المصرية والحضارة اليونانية والحضارة الهندية والحضارة الصينية والحضارة الرومانية وحضارة الفايكنج وحضارة الأزتيك في المكسيك وحضارة بولنيزيا.

## الرياضيات

نمط التلاعب لسلسلة من 3 كرات